# Лаврики (Полтавский район)
Лаврики (укр. Лаврики) — село,
Абазовский сельский совет,
Полтавский район,
Полтавская область,
Украина.
Код КОАТУУ — 5324080103. Население по переписи 2001 года составляло 94 человека.

## Географическое положение
Село Лаврики находится на левом берегу реки Полузерье,
выше по течению на расстоянии в 2,5 км расположено село Биологическое,
ниже по течению на расстоянии в 3,5 км расположено село Рожаевка,
на противоположном берегу — сёла Абазовка и Соломаховка.
Рядом проходит железная дорога, станция Абазовка в 1-м км.